# Ramiro (Spanyolország)
Ramiro egy község Spanyolországban, Valladolid tartományban. Ramiro Medina del Campo, Moraleja de las Panaderas, La Zarza, Valladolid, Olmedo, Ataquines és San Vicente del Palacio községekkel határos. Lakosainak száma 46 fő (2024).

## Népesség
A település népessége az utóbbi években az alábbiak szerint változott:
| Lakosok száma | 79   | 72   | 61   | 49   | 46   | 45   | 49   | 43   | 47   | 46   |
|               | 2001 | 2004 | 2007 | 2009 | 2012 | 2014 | 2017 | 2019 | 2022 | 2024 |